# Gold (album van Ryan Adams)
Gold is het tweede studioalbum van de Amerikaanse singer/songwriter Ryan Adams. De muziek is wat pittiger dan op het vorige album en er spelen meer instrumenten mee. 

## Muziek
Op dit album staan zowel ingetogen, gevoelige nummers als uitbundige rocksongs. Het album opent met het up-tempo nummer New York, New York.  La Cienega just smiled en Sylvia Plath zijn gevoelige nummers evenals Nobody girl dat eindigt met een lange gitaarsolo, die doet denken aan Neil Young. Tina Toledo's street walking blues lijkt op The Rolling Stones (de bijdrage van de zangeres C.C. White doet denken aan het Stones-nummer Gimme Shelter). Het album eindigt met het gevoelige Goodnight Hollywood Blvd. Alle nummers zijn geschreven door Ryan Adams, behalve als het anders vermeld staat. 

## Tracklist
1. New York, New York - (3:47)
2. Firecracker  - (2:48)
3. Answering bell - (3:02)
4. La Cienega just smiled -(4:59)
5. The rescue blues - (3:36)
6. Somehow, someday - (4:23)
7. When the stars go blue - (3:31)
8. Nobody girl – (Ryan Adams/Ethan Johns) - (9:39)
9. Sylvia Plath – (Ryan Adams/Richard Causon) - (4:08)
10. Enemy fire  – (Ryan Adams/Gillian Welch) - (4:04)
11. Gonna make you love me - (2:34)
12. Wild flowers - (4:55)
13. Harder now that it's over – (Ryan Adams/Chris Stills) - (4:31)
14. Touch, feel and lose – (Ryan Adams/David Rawlings) - (4:13)
15. Tina Toledo's street walkin' blues – (Ryan Adams/Ethan Johns) - (6:04)
16. Goodnight, Hollywood Blvd – (Ryan Adams/Richard Causon) - (3:23)

Ryan Adams wilde een dubbelalbum uitbrengen, maar de platenmaatschappij was het daar niet mee eens. Als compromis is er een extra schijfje toegevoegd met vijf bonustracks, bestemd voor de eerste 150.000 kopers van het album. 

## Muzikanten
Aan dit album hebben de volgende muzikanten meegewerkt:
- Ryan Adams – zang, akoestische gitaar,  elektrische gitaar, banjo, piano
- Bucky Baxter – steel gitaar
- Andre Carter – trompet
- Richard Causon – piano
- Jennifer Condos – bas
- Milo De Cruz – bas
- Adam Duritz – achtergrondzang, koor
- Keith Hunter – koor
- Rami Jaffi – accordeon
- Ethan Johns – drumstel, elektrische gitaar,  akoestische  gitaar, 12-snarige gitaar, solo gitaar, banjo, chamberlin, orgel, mandocello vibrafoon, arrangement strijkinstrumenten, slidegitaar, mandoline,  bas, elektrische piano, celesta, harmonium, conga's, achtergrondzang
- Jim Keltner – drumstel
- Rob McDonald – koor
- Sid Paige – concertmeester
- Julianna Raye – koor, achtergrondzang
- Chris Stills – elektrische gitaar, akoestische gitaar, bas, 12-snarige gitaar, achtergrondzang
- Benmont Tench – orgel, piano
- Kamasi Washington – saxofoon
- C.C. White – solozang, koor, achtergrondzang

Adam Duritz is de leider en zanger van Counting Crows. Ethan Johns is producer van dit album en speelt op een groot aantal instrumenten. Belmont Tench was de keyboardspeler van Tom Petty & the Heartbreakers. Kamasi Washington is jazzsaxofonist, bandleider en componist/producer. 

## Productie
De onderstaande technici hebben meegewerkt aan dit album.
- Producer, geluidstechnicus en mixing – Ethan Johns
- Geluidstechnicus – Steven Rhodes
- Mastering – Doug Sax, Robert Hadley

Het album is opgenomen in de Sunset Sound Factory in Hollywood en het is gemasterd in The Mastering Lab in Los Angeles. 
Deze plaat is zowel op cd als op lp verschenen. Op de site van Discogs is de discografie van dit album te raadplegen (zie bronnen en referenties). 
Er zijn twee singles verschenen van dit album: New York, New York en Answering bell.
Op de hoes van het album staat Ryan Adams voor een (ondersteboven hangende) Amerikaanse vlag. Op zijn T-shirt staat het nummer 79. Het ontwerp is van Karen Naff en Ryan Adams, de foto's zijn gemaakt door James Minchin III.

## Waardering
De Amerikaanse site AllMusic waardeerde dit album met drie en een halve ster (maximum is vijf). Recensent Mark Deming vindt dat Ryan Adams op dit album te veel is beïnvloed door andere artiesten, vooral uit de jaren zeventig.  Hij schrijft: Gold sounds like an album that could win Ryan Adams a lot of new fans (especially with listeners whose record collections go back a ways), but longtime fans may be a bit put off by the album's richly crafted surfaces and emotionally hollow core.
Het album bereikte onder meer #6 in de albumcharts van Noorwegen, #9 in Zweden, #17 in Ierland, #20 in het Verenigd Koninkrijk, #59 in de Verenigde Staten en #60 in Nederland. 